# Jon Stallworthy
Jon Howie Stallworthy, (18 janvier 1935 – 19 novembre 2014) est un critique littéraire et poète britannique. Il est professeur d’anglais à l’Université d'Oxford de 1992 à 2000 et professeur émérite à la retraite. Il est également Fellow du Wolfson College d'Oxford en 1986, où il est président par intérim à deux reprises. De 1977 à 1986, il est professeur d'anglais John Wendell Anderson à l'Université Cornell.

## Biographie
Stallworthy est né à Londres. Ses parents, John Stallworthy et Margaret Stallworthy, sont originaires de Nouvelle-Zélande et sont venus en Angleterre en 1934. Stallworthy commence à écrire des poèmes alors qu'il n'a que sept ans. Il fait ses études à la Dragon School, à la Rugby School et au Magdalen College d'Oxford, où il remporte le prix Newdigate. Ses œuvres comprennent sept volumes de poésie et des biographies de Wilfred Owen et de Louis MacNeice. Il édite plusieurs anthologies liées à la guerre et est particulièrement connu pour son travail critique et ses travaux éditoriaux sur Wilfred Owen et la poésie de la Première Guerre mondiale.
En faisant des recherches sur l'histoire locale de la Nouvelle-Zélande, Stallworthy découvre un ouvrage obscur intitulé Early Northern Wairoa, écrit par son arrière-grand-père, John Stallworthy (1854-1923), en 1916. Grâce à ce livre, il apprend que son arrière-arrière-grand-père, George Stallworthy (1809-1859), a quitté sa ville natale de Preston Bissett dans le Buckinghamshire, en Angleterre, pour les Marquises en tant que missionnaire. Cette découverte le conduit à son tour à trouver des lettres familiales dans les archives de la London Missionary Society. Le livre de Stallworthy, A Familiar Tree (Oxford University Press, 1978), est un recueil de poésie inspiré par les événements décrits dans ces documents. Singing School est une autobiographie qui met l'accent sur le développement de Stallworthy en tant que poète, et sa propre poésie publiée est décrite comme ayant « un don que peu de poètes possèdent, et que tous les poètes souhaitent — la capacité de frapper un vers mémorable et épigrammatique qui est à la fois simple et profondément dérangeant. ».
Stallworthy écrit un court résumé de poésie de guerre dans le chapitre d'introduction de l'Oxford Book of War Poetry (édité par Jon Stallworthy, Oxford University Press, 1984), ainsi que l'édition de plusieurs anthologies de poésie de guerre et la rédaction d'une biographie du poète des tranchées de la Première Guerre mondiale Wilfred Owen. En 2010, il reçoit le prix de poésie Wilfred Owen de la Wilfred Owen Association. Au cours de sa carrière littéraire, il devient membre de la Royal Society of Literature et de la British Academy.

## Publications
- The Astronomy of Love, by Jon Stallworthy. (London: Oxford University Press, 1961)
- Out of Bounds, by Jon Stallworthy. (1963)
- Between the Lines: W. B. Yeats's Poetry in the Making, by Jon Stallworthy. (1963)
- Yeats: Last Poems, a Casebook, by Jon Stallworthy. (London: Macmillan, 1968)
- Root and Branch, by Jon Stallworthy. (New York: Oxford University Press, 1969)
- Positives, by Jon Stallworthy. (1969)
- Vision and Revision in Yeats's Last Poems, by Jon Stallworthy. (1969)
- Five Centuries of Polish Poetry, 1450–1970, by Jerzy Peterkiewicz and Burns Singer; 2nd edition with new poems translated in collaboration with Jon Stallworthy. (London and New York: Oxford University Press, 1970)  (ISBN 0-19-211298-8)
- The Twelve, and Other Poems, by Alexander Blok; translated from Russian by Jon Stallworthy and Peter France. (New York: Oxford University Press, 1970)
- Wilfred Owen, by Jon Stallworthy. (London: Oxford University Press, 1974)  (ISBN 0-19-211719-X)
- Hand in Hand, by Jon Stallworthy. (1974)
- The Apple Barrel, by Jon Stallworthy. (1974)
- A Book of Love Poetry, edited by Jon Stallworthy. (1974)
- A Familiar Tree, by Jon Stallworthy; drawings by David Gentleman. (New York: Oxford University Press, 1978)  (ISBN 0-19-520050-0)
- Selected Poems, by Boris Pasternak; translated from Russian by Jon Stallworthy and Peter France. (New York: W. W. Norton, 1983)  (ISBN 0-393-01819-9)
- The Complete Poems and Fragments, by Wilfred Owen; edited by Jon Stallworthy. (New York: W. W. Norton, 1984)  (ISBN 0-393-01830-X)
- The Oxford Book of War Poetry, chosen and edited by Jon Stallworthy. (Oxford and New York: Oxford University Press, 1984)  (ISBN 0-19-214125-2)
- The Anzac Sonata: new and selected poems, by Jon Stallworthy. (London: Chatto & Windus; New York: W. W. Norton, 1986)  (ISBN 0-393-02449-0)
- Louis MacNeice, by Jon Stallworthy. (New York: W. W. Norton, 1995)  (ISBN 0-393-03776-2)
- The Guest from the Future, by Jon Stallworthy. (Carcanet Press, 1995)  (ISBN 1-85754-132-4)
- The Norton Anthology of Poetry, edited by Margaret Ferguson, Mary Jo Salter, and Jon Stallworthy. (New York: W. W. Norton, 1996)  (ISBN 0-393-96820-0)
- Rounding the Horn: Collected Poems, by Jon Stallworthy. (Carcanet Press, 1998)  (ISBN 1-85754-163-4)
- Singing School: The Making of a Poet, by Jon Stallworthy. (John Murray, 1998)  (ISBN 0-7195-5715-1)
- The Norton Anthology of English Literature: Volume 2C, The Twentieth Century, edited by Jon Stallworthy; M. H. Abrams, general editor; Stephen Greenblatt, associate editor. (New York: W. W. Norton, 2000)  (ISBN 0-393-97570-3)
- Anthem for Doomed Youth: Twelve Soldier Poets of the First World War, compiled and written by Jon Stallworthy; (London: Constable (Hachette UK), 2002, in association with the Imperial War Museum)  (ISBN 978-1-47211005-3)[3]
- Great Poets of World War I: poetry from the great war, by Jon Stallworthy. (New York: Carroll and Graf, 2002)  (ISBN 0-7867-1098-5)
- Body Language, by Jon Stallworthy. (Carcanet Press, 2004)  (ISBN 1-85754-746-2)
- War Poet  (Carcanet Press, 2014).